# Gautier II de Vignory
Gautier II de Vignory (né vers 1196 - † vers 1262) est seigneur de Vignory au milieu du XIIIe siècle. Il est le fils de Gautier Ier, seigneur de Vignory, et d'Isabelle de Laferté-sur-Amance.

## Biographie
Vers 1229, il devient seigneur de Vignory après la mort de son père Gautier Ier, alors que son frère puîné, Gui, hérite de la seigneurie de Laferté-sur-Amance qui était de l’apanage de leur mère. Quant à ces deux frères cadets, Guillaume et Gérard, ils sont destinés à une carrière ecclésiastique.
Tout au long de son règne, il se signale par diverses libéralités aux abbayes de Montier-en-Der et de Clairvaux, à l'hospice de Bar-sur-Aube ainsi qu'au prieuré de Vignory.
En 1236, il participe à la fondation de la ville neuve de Champcourt et favorise le prieuré y attenant, de concert avec les moines de Montier-en-Der et de leur abbé, Rodolphe, qui est également son beau-frère,.
Alors qu'il était vassal de l'évêque de Langres, il place en 1249 son château de Vignory sous la mouvance du comte de Bourgogne avant de le placer en 1251 sous celle du comte de Champagne.
À sa mort, étant le dernier mâle de sa lignée, la seigneurie de Vignory est transmise à sa fille unique Jeanne de Vignory et au mari de celle-ci, Étienne de Chalon.

## Mariage et enfants
Gautier II aurait été marié quatre fois.
Il aurait épousé en premières noces une dame de Possesse dont le prénom est inconnu et dont il n'aurait pas eu de postérité.
Vers 1230, il épouse en secondes noces Alix de Lorraine, également appelée Berthe, fille de Ferry, duc de Lorraine, et d'Agnès de Bar, veuve de Werner, graf de Kyburg et fils d'Ulrich von Kyburg et d'Anna von Zähringen, dont il n'a pas eu d'enfant.
Veuf vers 1242, il épouse en troisièmes noces une femme prénommée Marie dont le nom de famille est inconnu et dont il a un enfant unique :
- Jeanne de Vignory, dame de Vignory après son père, elle épouse Étienne de Chalon (ou de Salins), dit le Sourd, fils de Jean Ier l'Antique, seigneur de Salins, et d'Isabelle de Courtenay, dont elle a trois enfants :
  - Jean de Salins.
  - Étienne de Salins.
  - Jeanne de Salins.

Avant 1259, il épouse en quatrièmes noces Isabelle de Sancerre, fille de Louis Ier, comte de Sancerre, et de Blanche de Courtenay, dont il n'a pas de postérité.

## Source
- Marie Henry d'Arbois de Jubainville, Histoire des Ducs et Comtes de Champagne, 1865.
- Jules d'Arbaumont, Cartulaire du Prieuré de Saint-Etienne de Vignory, 1882.